# Ruth Dreifuss
Ruth Dreifuss, född 9 januari 1940 i Sankt Gallen, är en schweizisk politiker (Socialdemokraterna).
Hon var ledamot i förbundsrådet från 1993 till 2002 där hon representerade kantonen Genève. Hon var den andra kvinnan att väljas till förbundsrådet och den första med judisk trostillhörighet. Under samma period var hon även landets inrikesminister. 1999 var hon förbundspresident och blev därmed den första kvinnan att inneha ämbetet.
År 2019 tilldelades hon Stockholmspriset i kriminologi för hennes mod att som förbundspresident driva igenom heroinassisterad behandling för heroinmissbrukare. Försöken föll väl ut då behandlingen ledde till att patienterna minskade sin brottslighet och fick förbättrad hälsa. Försöket har banat väg för förändrad policy på området i en rad länder.